# ワイルド・ギャンブル
『ワイルド・ギャンブル』（原題: Mississippi Grind）は2015年に公開されたアメリカ合衆国のドラマ映画である。監督はアンナ・ボーデンとライアン・フレック、主演はライアン・レイノルズとベン・メンデルソーンが務めた。
本作は日本国内で劇場公開されなかったが、WOWOWで放映されたことがあり、DVDも発売されている。

## ストーリー
ゲリーは、ギャンブルで生計を立てていたが、ここ最近は思うように稼ぐことができずにいた。そんなある日、ゲリーがアイオワ州のカジノでプレイしていると、カーティスという年少のギャンブラーに遭遇した。テキサス・ホールデムで大勝ちして気前が良くなったカーティスはゲリーにバーボンを奢った。数時間後、再びカーティスに遭遇したゲリーは、さっきのお返しに酒を一杯奢ってやった。ゲリーがトランプで勝つ秘訣を尋ねたところ、カーティスは「勝ち負けにこだわらないことだ」と答えた。意気投合した2人はそのまま酒を飲み続けた。
翌日もゲリーとカーティスはギャンブルに没頭した。2人は一気に大勝ちしたが、ゲリーはさらなる儲けを狙って粘ることにした。不運にも、ゲリーは今までの儲け分を全て失ってしまった。その後、2人は酒場でギャンブルをしようとしたが、常連客の不興を買って追い出されてしまった。カーティスはゲリーに「マチュピチュ行きが近づいてきた」と言った。「マチュピチュ行き」とはカーティスが好んで使う隠語で、「別の町に移動する」ことを意味していた。ただ、カーティス本人は一度もペルーを訪れたことがなかった。その後、ゲリーは酒場での一件を聞き知った男に腹部を刺されてしまった。
翌朝、ゲリーは知人のサムから借金の返済を催促されていたが、返済できるだけの金は手元になかった。「期日までに返済しなければ、怖い人が代わりに取り立てることになる」と脅されたゲリーは、カーティスを誘って大都会へ打って出ることにした。ニューオーリンズのポーカーゲームの中には掛け金2万5000ドルのゲームがあり、それで勝てば一気に借金を返済できると考えたのである。
2人は肩慣らしにセントルイスで稼ぐことにした。ゲリーはポーカーゲームで圧勝し、現地で出会った売春婦2人（ヴァネッサとシモーヌ）と共に楽しい時間を過ごした。シモーヌは「かつて、私はギャンブラーを信用して騙されたことがある。貴方も相棒を信用しすぎないで」とカーティスに警告した。その後、メンフィスを訪れたゲリーは、またしても大勝していたが、ここぞという大一番で敗北してしまった。ゲリーは儲けを一気に失ってしまったが、その事実をカーティスに伝えることができなかった。元妻が住むリトルロックに急行した。ゲリーは元妻が油断した隙に金を盗もうとしたが、その現場を見られたために家から叩き出されてしまった。
ゲリーとカーティスは旅行を通して自分の人生を見つめなおしていくのだった。

## キャスト
- ライアン・レイノルズ - カーティス
- ベン・メンデルソーン - ゲリー
- シエナ・ミラー - シモーヌ
- リオ・ティプトン - ヴァネッサ
- アルフレ・ウッダード - サム
- ジェイソン・ワーナー・スミス - クリフォード
- ロビン・ワイガート - ドロシー
- マーシャル・チャップマン - シェリー
- ジェーン・マクニール - ケイト
- インディゴ - ドーラ
- ジェームズ・トバック - トニー・ラウンドツリー
- ジェイソン・シャフェッテ - チャック

## 製作
2012年8月15日、ジェイク・ジレンホールが本作の出演交渉に臨んでいると報じられた。2013年1月7日、ベン・メンデルソーンが本作に出演するとの報道があった。2月1日、パノラマ・メディアが本作に出資すると発表した。6月27日、降板したジレンホールの代役としてライアン・レイノルズが起用された。11月15日、シエナ・ミラーの出演が決まった。2014年1月8日、エキストラの募集が始まった。19日、本作の主要撮影がアラバマ州モービルで始まった。27日、リオ・ティプトンがキャスト入りしたと報じられた。

## 公開
2015年1月24日、本作はサンダンス映画祭でプレミアを迎えた。28日、A24とディレクTVが本作の配給権を購入したと報じられた。7月4日にはカルロヴィ・ヴァリ国際映画祭、8月1日にはメルボルン映画祭での上映が行われた。9月7日、第40回トロント国際映画祭での上映が行われた。

## 評価
本作は批評家から絶賛されている。映画批評集積サイトのRotten Tomatoesには109件のレビューがあり、批評家支持率は90%、平均点は10点満点で7.3点となっている。サイト側による批評家の見解の要約は「『ワイルド・ギャンブル』には良質な演技があり、作品全体に南部特有の雰囲気がしみ込んでいる。同作はロードムービーとギャンブル狂を描いたドラマである。その2つはすでに使い古されたジャンルだが、それを見事に乗り越えている。」となっている。また、Metacriticには27件のレビューがあり、加重平均値は73/100となっている。